# People Are Strange
„People Are Strange“ je píseň americké skupiny The Doors. Vyšla roku 1967 jako první singl k albu Strange Days, jež vyšlo také v září téhož roku. V americkém žebříčku Billboard skladba dosáhla 12. místa. Píseň „People Are Strange“ složili Robby Krieger a Jim Morrison, autorství je však připisováno celé skupině. Skladba byla několikrát přezpívána různými umělci jako např. kapelami Twiztid či Echo & the Bunnymen.